# Carettochelyidae
Los caretoquélidos (Carettochelyidae) son una familia de tortugas. Solo cuenta con una especie en la actualidad, Carettochelys insculpta, aunque fue un grupo más diverso en eras anteriores.

## Taxonomía
Está dividida en dos subfamilias:
- Subfamilia Carettochelyinae Boulenger, 1887
  - Carettochelys Ramsay, 1886
  - †Allaeochelys Noulet, 1867
  - †Burmemys Hutchison, Holroyd & Ciochon, 2004
  - †Chorlakkichelys de Broin, 1987
- Subfamilia Anosteirinae Lydekker, 1889
  - †Anosteira Leidy, 1871
  - †Kyzilkumemys Nesov, 1977
  - †Pseudanosteira Clark, 1932